# Hengstbachbrücke
Die Hengstbachbrücke ist eine Steinbogenbrücke über den im Oberlauf als Hengstbach bezeichneten Gundbach im Dreieicher Stadtteil Götzenhain. Das Bauwerk im hessischen Landkreis Offenbach ist von lokaler Bedeutung und steht unter Denkmalschutz.

## Erscheinungsbild und Geschichte
Die Brücke liegt direkt südlich des historischen Ortskernes an der in Nord-Süd-Richtung verlaufenden Rheinstraße und überspannt den an dieser Stelle von Nordosten nach Westen fließenden Hengstbach, der weiter über den Schwarzbach in den Rhein führt.
Die einjochige Sandsteinbrücke entstand im 17. oder 18. Jahrhundert. Sie weist einen nur flachen Bogen aus Quadern und Bruchsteinen auf. Teile der Wangensteine bestehen aus stehenden Hausteinen und wurden erst später ergänzt.
Im Jahr 2013 wurde die Brücke saniert. Da der gemauerte Bogen erhalten bleiben musste, wurden neue Träger an den Seiten montiert, wodurch sich die Fahrbahn erhöhte. Die Wangensteine wurden zum Teil erneuert, zum Teil in beschädigtem Zustand eingefügt, was zu Kritik in der Öffentlichkeit führte. Der frühere Jägerzaun wurde durch ein verzinktes Eisengeländer ersetzt.

## Denkmalschutz
Aus Sicht des Denkmalschutzes hat die Brücke Seltenheitswert für die Geschichte verkehrstechnischer Bauten. Sie wurde daher aus geschichtlichen und technischen Gründen unter Denkmalschutz gestellt.